# 이와무로역
이와무로역(일본어: 岩室駅)은 일본 니가타현 니가타시 니시칸구에 위치한 동일본 여객철도 에치고선의 철도역이다. 단선 승강장 1면 1선의 구조를 갖춘 지상역이다.

## 이용 현황
| 승차 인원 추이 | 승차 인원 추이 | 승차 인원 추이 |
| 연도           | 연간 평균      | 1일 평균       |
| -------------- | -------------- | -------------- |
| 1981           |                | 862            |
| 1991           |                | 1,461          |
| 2000           |                | 618            |
| 2001           |                | 593            |
| 2002           |                | 573            |
| 2003           |                | 578            |
| 2004           |                | 582            |
| 2005           |                | 597            |
| 2006           |                | 576            |
| 2007           | 198            | 541            |
| 2008           | 203            | 556            |
| 2009           | 205            | 562            |
| 2010           | 199            | 545            |

## 역 주변
- 국도 제116호선
- 니가타 시 니시칸 구청 이와무로 출장소
- 이와무로 온천

## 역사
- 1912년 8월 25일 : 에치고 철도 · 하쿠산 - 요시다 간 개통 때에 와노역으로서 개업.
- 1927년 10월 1일 : 에치고 철도가 국유화. 국철 에치고선의 역이 됨.
- 1965년 12월 25일 : 이와무로역으로 개칭해, 역사 개축.
- 1973년 1월 1일 : 화물 취급 폐지.
- 1987년 4월 1일 : 일본국유철도 분할 민영화에 의해, 동일본 여객철도가 승계.
- 2006년 1월 21일 : 니가타 도시권에서 IC 카드 Suica 서비스 개시.
- 2007년 3월 31일 : 간이 위탁을 폐지해, 완전 무인화.

## 인접 역
| 동일본 여객철도 에치고선   | 동일본 여객철도 에치고선 | 동일본 여객철도 에치고선 |
| -------------------------- | ------------------------ | ------------------------ |
| 기타요시다 가시와자키 방면 | ■ 에치고선               | 마키 니가타 방면         |